# Heinrich Groos

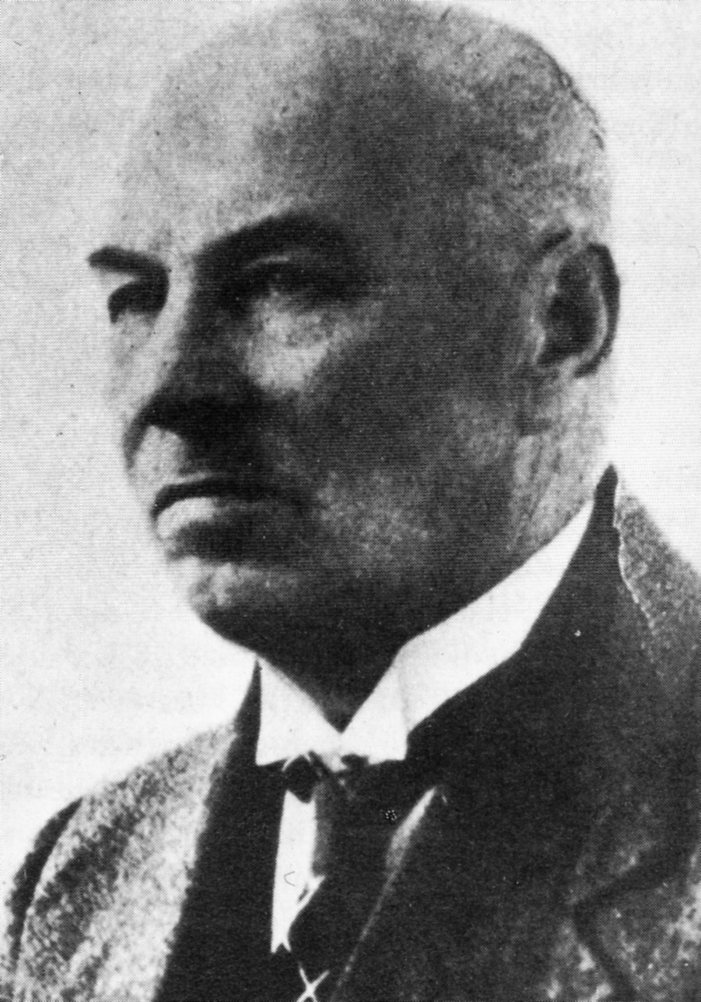
Heinrich Groos, um 1925

Heinrich Groos (* 1. Mai 1876 in Soest; † 20. Dezember 1944 im KZ Neuengamme) war ein Schlosser, Gewerkschaftssekretär und Arbeitsamtsdirektor in Osnabrück.

## Leben

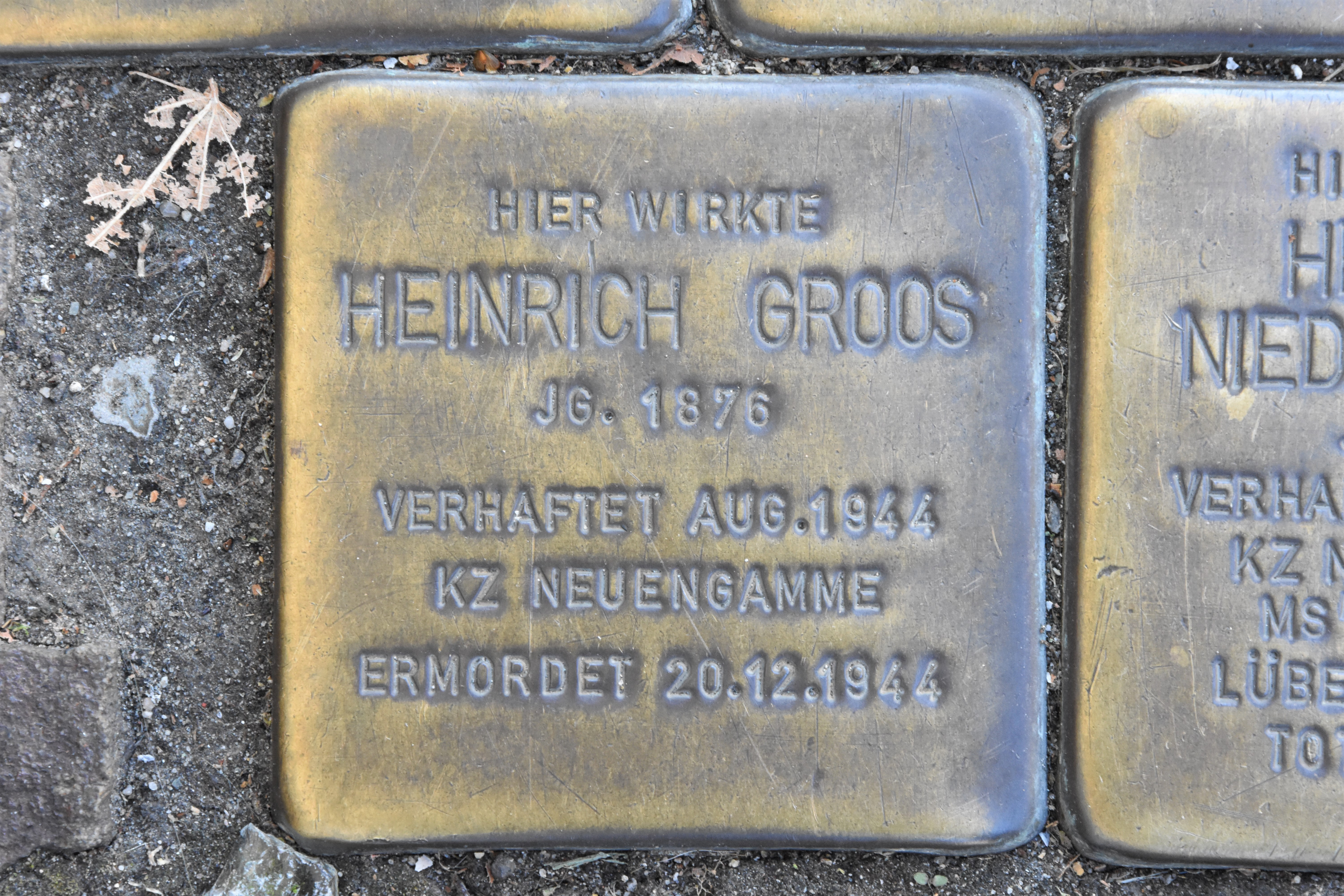
Stolperstein am Kollegienwall 14

Groß wuchs in Solingen auf und erlernte dort den Beruf des Fabrikschlossers. Nach seiner Heirat am 10. Mai 1902 in Solingen kam er mit seiner Frau Emma Helene nach Osnabrück. Hier wurde er 1911 zum hauptamtlichen Gewerkschaftssekretär im Deutschen Metallarbeiterverband gewählt. Die Stellung hatte er bis 1918 inne. Unmittelbar nach Kriegsende gehörte Groos zusammen mit Otto Vesper dem ersten Arbeiterrat an, der sich mit den in Kasernen gewählten Soldatensprechern am 8. November 1918 zum Arbeiter- und Soldatenrat zusammenschloss. „Bis zur Wahl eines neuen Bürgervorsteherkollegiums am 2. März 1919, zu dem dann auch bis Groos als gewählter Ratsherr zählt, organisiert vor allem der Arbeiterrat, ausgehend von seinem Sitz im Osnabrücker Schloss, gemeinsam mit der altkaiserlichen Stadtverwaltung die Daseinsvorsorge der Bevölkerung. Groos ist in vorderster Reihe dabei.“ Er war von 1918 bis 1923 Mitglied im Bürgervorsteherkollegium (Stadtrat) von Osnabrück. Nach dem Tod des Amtsvorgängers Otto Vesper am 28. Juli 1923 wurde Groos zum Leiter des Osnabrücker Arbeitsamtes berufen. Er war als SPD-Mitglied von Februar 1926 bis Januar 1930 der Stellvertreter von Ernst Andrée, der für die Provinz Hannover Mitglied im Preußischen Staatsrat war. Nach der Machtübernahme 1933 wurde er als aktiver Gewerkschafter und Sozialdemokrat sofort als Arbeitsamtsdirektor entlassen und etwas später zeitweise in Schutzhaft genommen. Er fand Arbeit als Angestellter, wobei er ständig von der Gestapo überwacht wurde. 
Nach dem sogenannte Stauffenberg-Attentat auf Adolf Hitler am 20. Juli 1944 gab SS-Chef Heinrich Himmler am 14. August 1944 den Auftrag zur Inhaftierung von ehemaligen KPD- und SPD-Funktionären. Festzunehmen seien alle früheren Reichs-, Landtags- und Stadtverordneten von KPD und SPD sowie alle ehemaligen Gewerkschafts- und Parteifunktionäre der SPD, gleichgültig, ob diesen im Augenblick etwas nachzuweisen sei oder nicht. Die Verhaftungen erfolgen reichsweit in den frühen Morgenstunden des 22. August. Himmlers Befehl lief unter dem Decknamen Aktion Gewitter. Nach der Inhaftierung im Gestapo-Keller im Schloss Osnabrück kam Heinrich Groos in das Arbeitserziehungslager Augustaschacht bei Ohrbeck. Von dort wurde er am 1. Oktober 1944 in das Konzentrationslager Neuengamme eingeliefert, wo Heinrich Groos am 20. Dezember 1944 starb.

## Ehrungen (posthum)
- Die Stadt Osnabrück benannte nach ihm die Heinrich-Groos-Straße im Stadtteil Weststadt.
- 2008 wurde in Osnabrück ein Stolperstein für Heinrich Groos verlegt.